# Línea 7 (Los Tranvías de Zaragoza)
La antigua línea 7 de tranvía de la ciudad de Zaragoza (España) fue una de las líneas que componían su vieja red tranviaria.
Operada por Los Tranvías de Zaragoza, embrión de la actual TUZSA (Transportes Urbanos de Zaragoza) fue concedida el 25 de diciembre de 1916 y comenzó a dar servicio el 1 de diciembre de 1925, hasta que fue oficialmente clausurada el 6 de octubre de 1959.
La línea 7 realizaba el recorrido comprendido entre la plaza Constitución (Plaza de España) de la capital aragonesa y la Puerta del Portillo, a través del Coso Alto, calle Cerdán (hoy avenida César Augusto) plaza Lanuza, calle Predicadores, plaza de Santo Domingo (a donde se había trasladado temporalmente el ayuntamiento), calle Santa Lucía, Puerta de Sancho y paseo de María Agustín. En la terminal de la Puerta del Portillo enlazaba con las líneas 2 y 3.